# TRENDE
TRENDE株式会社（トレンディ、英: TRENDE Inc.）は、東京都千代田区東神田に本社を置く、主にP2P電力取引の技術開発及び家庭向け屋根置き太陽光サービス事業を行う、伊藤忠商事の連結子会社。

## 概要
TRENDEは2018年に東京電力ホールディングスによってブロックチェーンなどを活用した小売電気事業者として設立され、電力需要予測システムの提供や、Peer to Peer電力取引の産学連携実証実験なども行っている。2023年に伊藤忠商事の連結子会社となった。

## 事業内容

### 新電力事業

#### あしたでんき
基本料金無料・従量単価を一律価格の契約プランを採用した新電力サービス

#### ほっとでんき
一般家庭に太陽光パネルを初期費用0円で設置し、電気代を最大20％OFFで提供する新電力サービス

## 沿革
- 2017年8月 - 内幸町の東京電力ホールディングス内に本社を設立[9]
- 2018年
  - 2月 - 千代田区東神田に事業所を移転
  - 3月 - 家庭向け新電力「あしたでんき」のサービス提供開始[7]
  - 6月 - 東京電力ベンチャーズの傘下に異動[3]
  - 8月 - 太陽光発電システムを用いた新電力「ほっとでんき」のサービス提供開始[8]
  - 10月 - 昭和シェル石油が出資[10]
- 2020年
  - 6月 - 伊藤忠商事が出資[11]
  - 9月 - Cleantech Group 2020 APAC 25受賞[12]
- 2022年6月 - 家庭向け新電力「あしたでんき」のサービス提供終了[13]
- 2023年6月 - 伊藤忠商事が連結子会社化[6]